# Ґонсево-Подуховне
Ґонсево-Подуховне (пол. Gąsewo Poduchowne) — село в Польщі, у гміні Сипнево Маковського повіту Мазовецького воєводства.
Населення — 302 особи (2011).
У 1975-1998 роках село належало до Остроленцького воєводства.

## Демографія
Демографічна структура станом на 31 березня 2011 року:
|          | Загалом | Допрацездатний вік | Працездатний вік | Постпрацездатний вік |
| -------- | ------- | ------------------ | ---------------- | -------------------- |
| Чоловіки | 153     | 40                 | 99               | 14                   |
| Жінки    | 149     | 22                 | 90               | 37                   |
| Разом    | 302     | 62                 | 189              | 51                   |